# Krupice (Okounov)
Krupice (německy Gruppitz) je osada v okrese Chomutov v Ústeckém kraji. Stojí v Doupovských horách v nadmořské výšce 495 metrů asi 1,5 kilometru jihovýchodně do Okounova, ke kterému patří jako část obce. Její obyvatelé se živili zejména chovem dobytka a prací v lese. V padesátých letech dvacátého století se vesnice ocitla na území Vojenského újezdu Hradiště, a i když z něj byla později vyčleněna, téměř zanikla.

## Název
Původní název vesnice zněl Krupčice. Byl odvozen z příjmení Krupka nebo Kroupa a tvar Krupice vychází z německé varianty Krupitz. V historických pramenech se jméno vyskytuje ve tvarech: krupticz (1460), in krupticzych (1488), Krupticze (1593), Krupitzs (1610), Grupicz (1654), Krupiz (1787) nebo Gruppitz a Krupitz (1847).

## Historie
První písemná zmínka o vesnici pochází z roku 1460. Patřila tehdy k panství hradu Egerberk, jehož součástí zůstala až do dvacátých let sedmnáctého století. Podle urbáře z roku 1572 ve vsi žilo šest poddaných. Během stavovského povstání panství patřilo Štampachům, kterým bylo roku 1623 zkonfiskováno, a zabavený majetek koupili Thunové, kteří sídlili na kláštereckém zámku.
Podle berní ruly z roku 1654 byla vesnice v dobrém stavu, ale zemědělská půda nebyla úrodná. Žilo zde šest chalupníků a tři poddaní bez většího majetku. Hlavním zdrojem jejich obživy byl chov dobytka a práce v lese. Chalupníkům patřilo celkem čtrnáct krav, osmnáct jalovic a šest koz. Bezzemci měli jen čtyři krávy, jalovici a jedno prase.
Po zrušení poddanství v roce 1850 se Krupice stala samostatnou obcí, ke které patřila osada Hora. Od roku 1869 jsou obě vesnice uváděny jakou součást Okounova v okrese Kadaň a od roku 1961 v okrese Chomutov. Výjimkou bylo krátké období v padesátých letech dvacátého století, kdy se Krupice stala součástí vojenského újezdu Hradiště, a byla k 15. červnu 1953 zrušena. Malá část obyvatel zde i nadále bydlela, přestože elektřina byla do osady zavedena až v roce 1960. Tehdy byla vesnice vyčleněna z újezdu a připojena zpět k Okounovu.

## Přírodní poměry
Krupice stojí ve stejnojmenném katastrálním území o rozloze 0,64 km² v Ústeckém kraji, 1,5 kilometru jihovýchodně od Okounova a 5,5 kilometru jihozápadně od Klášterce nad Ohří.
V geologickém podloží převažují třetihorní vulkanické horniny zastoupené například alkalickými bazalty, tefrity, trachybazalty. Pouze v nejsevernějších výběžcích katastrálního území na jižním úbočí vrchu Javor se vyskytují pyroklastika bazaltových hornin. V geomorfologickém členění Česka oblast leží v geomorfologickém celku Doupovské hory, jejich stejnojmenném podcelku a v okrsku Jehličenská hornatina, kterou tvoří třetihorní lávové výlevy a pyroklastické sedimenty uspořádané do stupňovitých příkrých svahů rozčleněných roklemi potoků. Nejvyšším bodem území je vrch Javor (552 metrů). Nejnižší bod se nachází na jeho severovýchodním úbočí v nadmořské výšce přibližně 376 metrů. Půdní pokryv tvoří kambizem eutrofní. Vesnicí protéká drobný bezejmenný potok, který se za ní stáčí k severovýchodu a u Oslovic se vlévá do Ohře. Podél jeho toku mezi Krupicí a Oslovicemi vede hranice vojenského újezdu.

## Obyvatelstvo
Při sčítání lidu v roce 1921 zde žilo 61 obyvatel (z toho 31 mužů) německé národnosti a římskokatolického vyznání. Podle sčítání lidu z roku 1930 měla vesnice 64 obyvatel se stejnou národnostní a náboženskou strukturou.
|                                                                       | 1869 | 1880 | 1890 | 1900 | 1910 | 1921 | 1930 | 1950 | 1961 | 1970 | 1980 | 1991 | 2001 | 2011 | 2021 |
| --------------------------------------------------------------------- | ---- | ---- | ---- | ---- | ---- | ---- | ---- | ---- | ---- | ---- | ---- | ---- | ---- | ---- | ---- |
| Obyvatelé                                                             | 67   | 69   | 66   | 55   | 54   | 61   | 64   | 19   | 30   | 3    | -    | -    | -    | 1    | 3    |
| Domy                                                                  | 12   | 12   | 12   | 12   | 12   | 11   | 11   | 11   | —    | 1    | -    | 4    | 3    | 2    | 4    |
| Počet domů z roku 1961 je zahrnut v celkovém počtu domů obce Okounov. |      |      |      |      |      |      |      |      |      |      |      |      |      |      |      |

## Pamětihodnosti
Na návsi byla na druhé straně silnice naproti rybníku nejspíše v první polovině devatenáctého století postavena kaple svaté Matky Boží a v jejím sousedství stával železný kříž na kamenném podstavci. Kaple byla zbořena ve druhé polovině dvacátého století, ale v Podkrušnohorském zooparku stojí její replika.

## Galerie

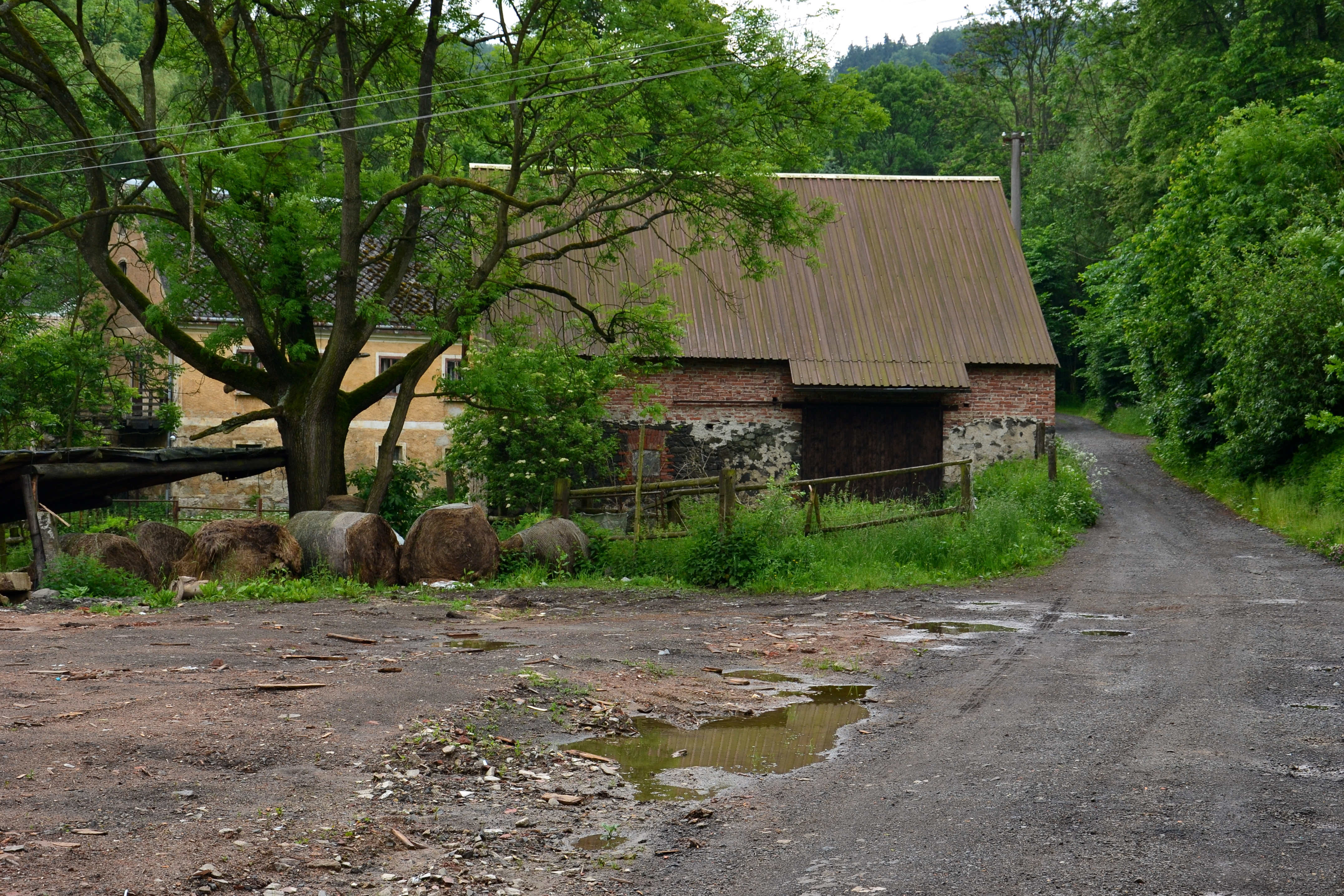
Vjezd do osady
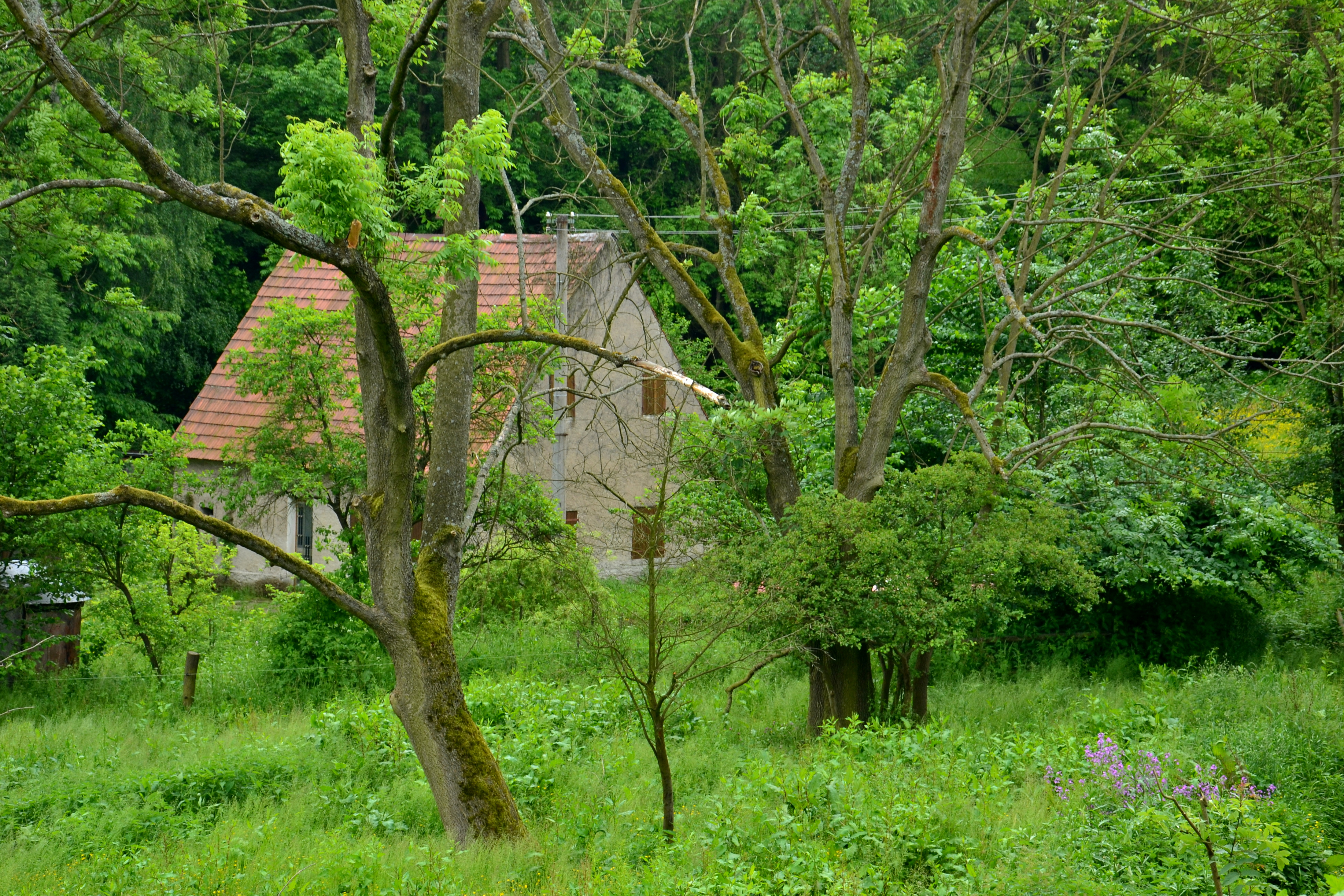
Dům čp. 1
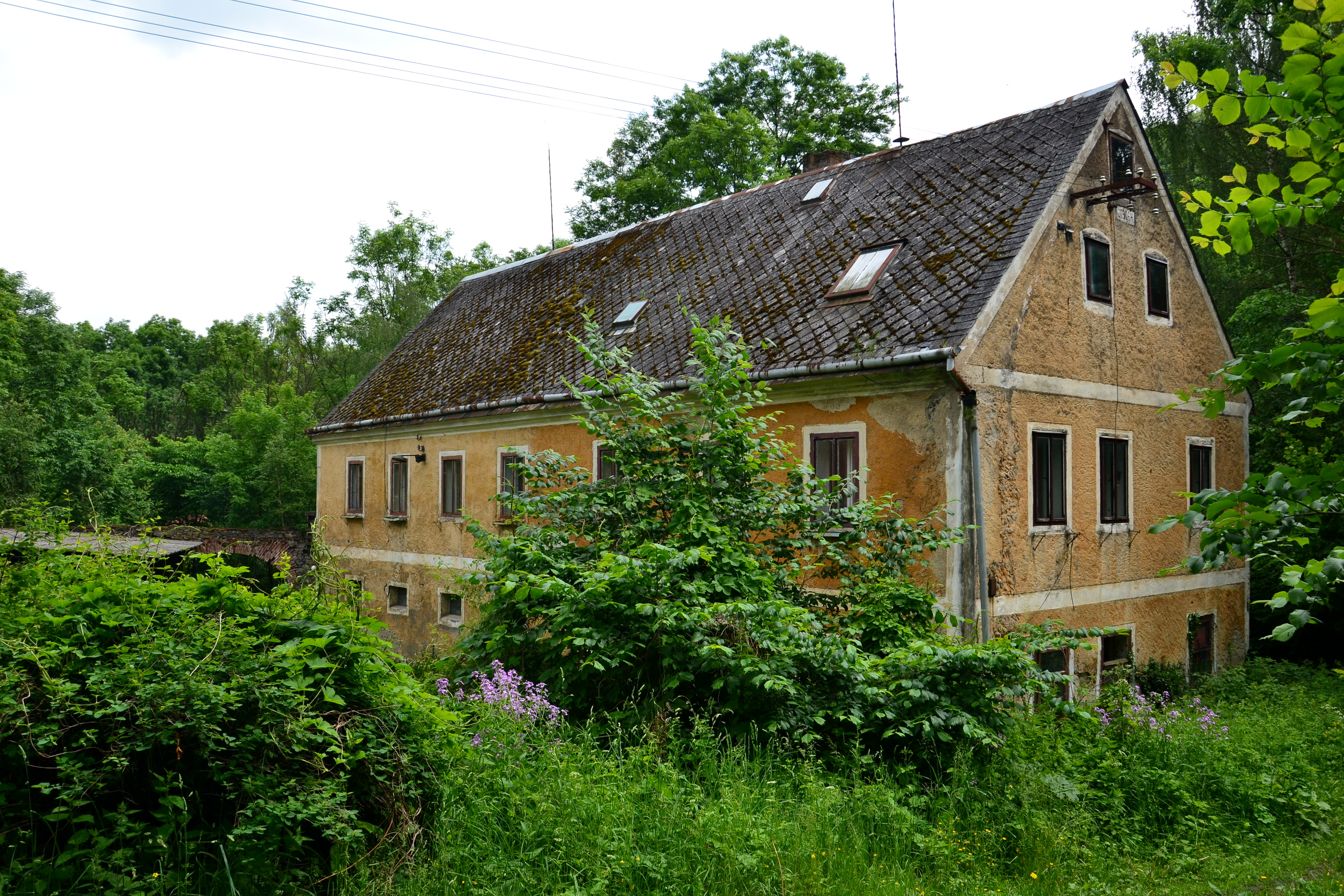
Dům čp. 2
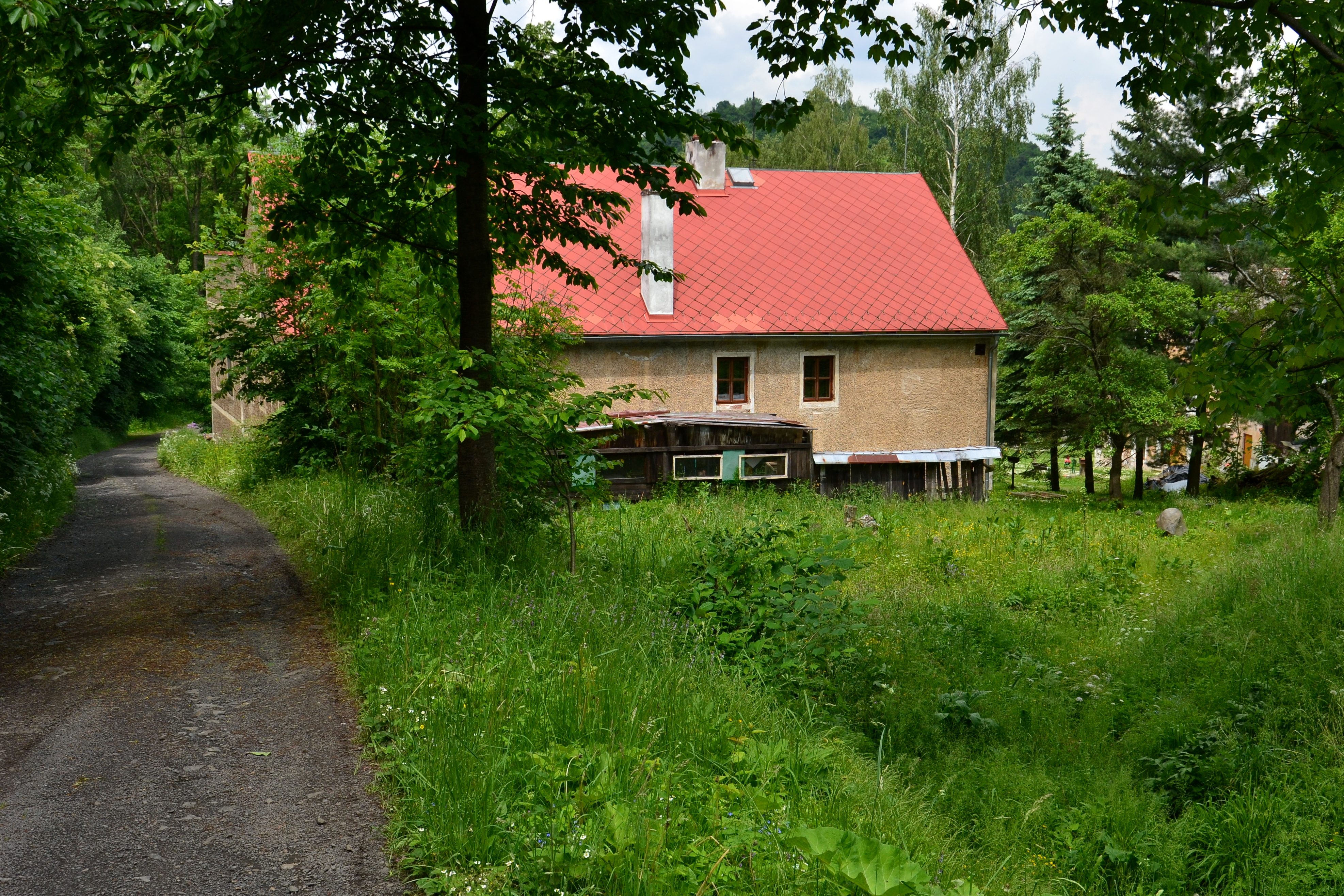
Dům čp. 6